# Красная Якла
Красная Якла — деревня в Сурском районе Ульяновской области в составе Никитинского сельского поселения.

## География
Находится на расстоянии примерно 32 километра по прямой на восток от районного центра — посёлка Сурское.

## История
В 1913 году в деревне было дворов 138, жителей 897. В 1990-е годы работало ТОО «Путь».

## Население
Население составляло 130 человек в 2002 году (русские 98 %), 98 по переписи 2010 года.